# Nagybudmér
Nagybudmér is een plaats (község) en gemeente in het Hongaarse comitaat Baranya. Nagybudmér telt 251 inwoners (2001).